# Mars Science Laboratory
El Mars Science Laboratory (Laboratori de Ciència de Mart o MSL), és una missió de la NASA amb la finalitat de posar i operar un vehicle robòtic anomenat Curiosity (Curiositat), sobre la superfície de Mart. Va ser llançat el 26 de novembre de 2011 i es va posar a la superfície marciana amb total precisió el 6 d'agost de 2012 a les 05.31 h UTC. El lloc d'aterratge es troba en el cràter Gale. Mostra en una àrea limitada (per tant compatible amb l'autonomia del rover), els principals períodes areològics del planeta, entre ells un -el Noaic- que podria haver permès l'aparició d'organismes vius. El Curiosity es tracta d'un vehicle que avaluarà si Mart va ser alguna vegada, o és encara avui, un ambient capaç de suportar la vida microbiana. En altres paraules, la seva missió és determinar l'habitabilitat del planeta. També analitzarà mostres recollides del sòl i la pols de les roques perforades.
L'astromòbil Curiosity és més de cinc vegades més pesat i porta més de deu cops el pes dels instruments científics transportats per l'Spirit o l'Opportunity, que li permet portar 75 kg d'equipament científic, incloent-hi dos mini-laboratoris per analitzar els compostos orgànics i minerals, i un sistema d'identificació a distància de la composició de la roca basat en l'acció d'un làser. Els laboratoris integrats estan alimentats per un sofisticat sistema d'envàs i presa de mostres, incloent un trepant. Per complir amb l'augment d'energia i superar les limitacions de l'hivern marcià i períodes nocturns, l'astromòbil utilitzarà un generador termoelèctric per radioisòtops, que substitueix als panells solars utilitzats en les missions anteriors d'aquest tipus. Finalment, es beneficia de programes avançats per navegar pel terreny marcià i fer tasques complexes que es presenten. El vehicle va ser dissenyat per travessar fins a 20 quilòmetres i pot pujar pendents de 45°. Els Estats Units, Canadà, Alemanya, França, Rússia i Espanya proporcionaran els instruments a bord. L'astromóvil Curiosity va ser llançat per un coet Atlas V 541 i s'espera que operi durant almenys 1 any marcià (669 dies marcians/687 dies terrestres), ja que explorarà un rang més gran que qualsevol altre vehicle explorador anterior de Mart.
La sonda espacial en sortir de la Terra tenia una massa de 3,9 tones i va incloure una etapa de creuer per dur la sonda al veïnatge de Mart, una etapa de reentrada responsable per creuar l'atmosfera marciana a una alta velocitat i un mòdul de descens per a l'última fase de l'aterratge. Per posar l'astromòbil de 899 kg a la superfície marciana amb la precisió necessària per a fins científics, les tècniques d'aterratge utilitzades pels seus predecessors s'han canviat dramàticament: la fase de reentrada atmosfèrica es controla parcialment per restringir la zona d'aterratge a una el·lipse de 20 km de llarg i 7 km d'ample. El vehicle es col·loca suaument a terra per un operatiu de descens conegut com a «grua aerotransportada», únic mètode compatible amb la seva massa.
El MSL és la més ambiciosa missió interplanetària de la NASA en aquesta dècada, part del Programa d'Exploració de Mart («Mars Exploration Program») de la NASA, un esforç a llarg termini d'exploració robòtica de Mart, i és un projecte administrat pel Jet Propulsion Laboratory de la NASA. La complexitat de la sonda i del rover i la necessitat de desenvolupar noves tecnologies espacials han portat a canvis significatius en el concepte original durant el desenvolupament: els costos excessius gairebé van causar la cancel·lació de la totalitat del projecte. El llançament, que estava programat originalment per a l'any 2009 va haver de ser ajornat a la propera finestra de llançament, 26 mesos després, el 2011. El cost total del projecte MSL és al voltant de 2,5 mil milions de dòlars.

## Context

### Mart, destinació privilegiada de l'exploració espacial

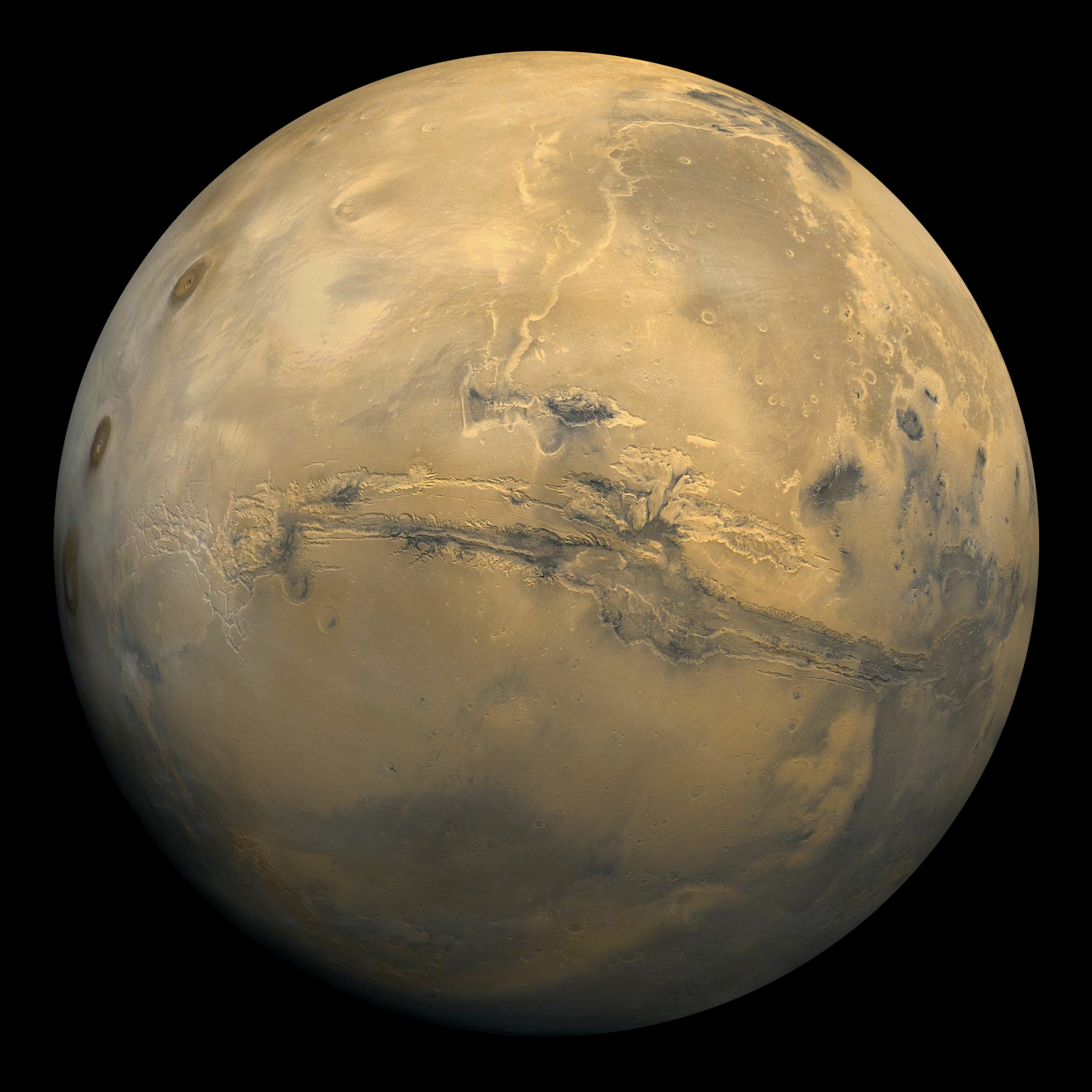
Mart amb les Valles Marineris al centre de la imatge, la formació geològica més espectacular del planeta.

Des del començament de l'exploració espacial, Mart és el blanc favorit de les missions interplanetàries llançades en el sistema solar:
- A diferència d'altres planetes del sistema solar, Mart ha tingut sens dubte en el passat, condicions similars a les existents a la Terra que poden, però encara ha de ser confirmat, haver permès el sorgiment de la vida. Mart encara conserva una atmosfera i aigua (congelada) en la seva superfície;
- La seva proximitat permet que sigui relativament fàcil enviar sondes espacials;
- Mart és una destinació ineludible si la humanitat decideix embarcar-se en un ambiciós programa espacial tripulat, i en aquesta perspectiva, cal dur a terme missions de reconeixement.

Ara hi ha tres objectius en l'exploració científica de Mart:
- Per comprendre la gènesi del planeta i la seva evolució;
- Reconstruir la història del seu clima;
- Identificar si Mart pot suportar vida, o si va existir en el passat.

Les respostes a aquestes tres preguntes poden ajudar-nos a entendre el nostre propi planeta.

### Les missions robòtiques i el descobriment de Mart

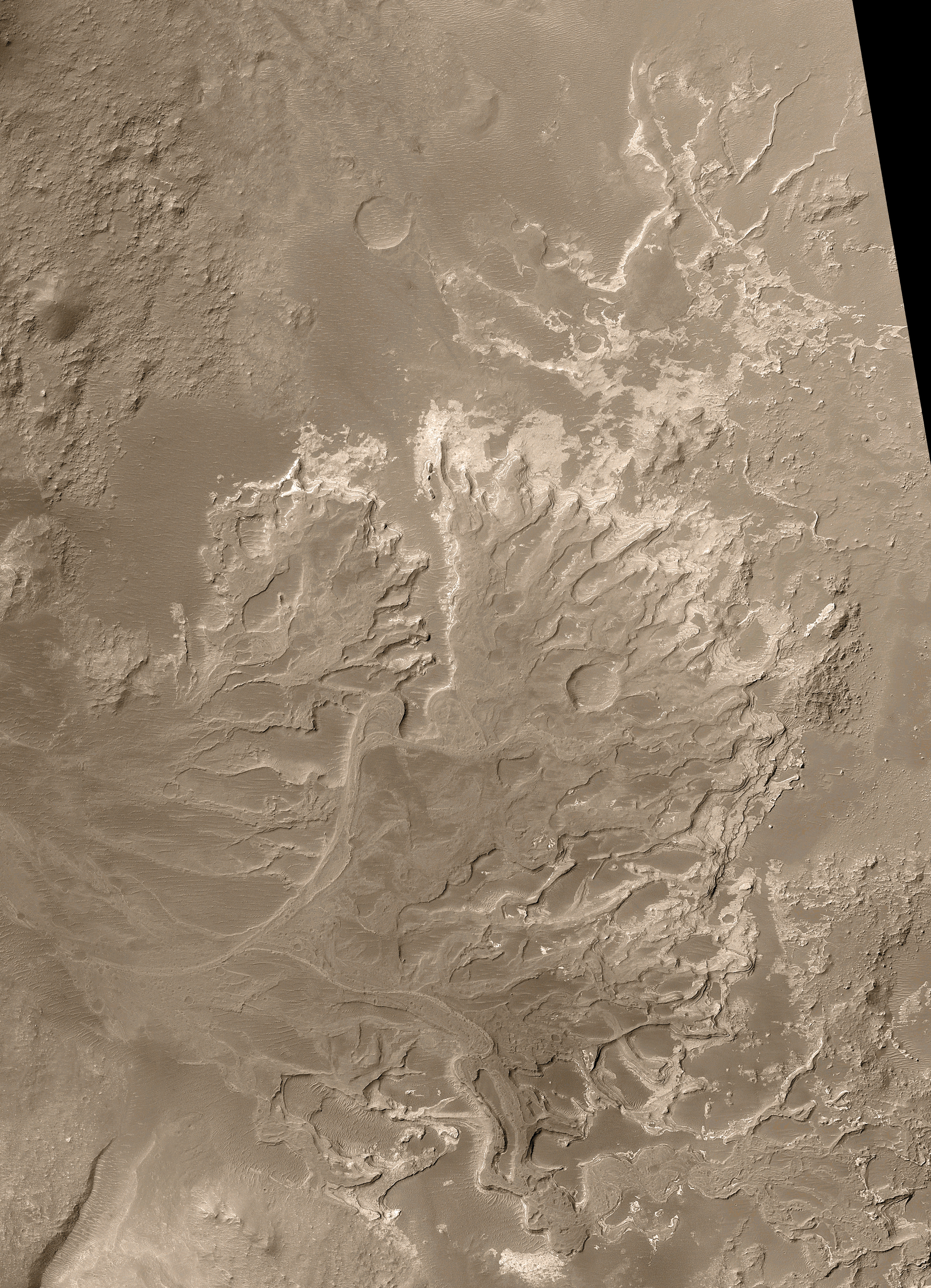
La presència d'aigua a Mart milers de milions d'anys enrere es pot demostrar utilitzant les dades recollides per sondes en la dècada del 2000: aquí, un delta argilós, fotografiat per la MGS.

Per raons de viabilitat tècnica i econòmica, fins al moment cap projecte d'exploració per un equip d'astronautes s'ha implementat. A més, des del principi de l'era espacial, l'exploració de Mart és realitzada per missions robòtiques, i probablement això continuarà pels propers vint anys. Aquestes missions han permès aprendre més sobre el planeta sense respondre definitivament als temes científics principals. Els vehicles espacials que més han ampliat els nostres coneixements són els «orbitadors» (sondes espacials posades en òrbita de Mart) que són capaços, a través d'instruments cada vegada més sofisticats, de recollir dades sobre la superfície del planeta, la seva atmosfera i en certa manera, del seu subsòl.
La Mariner 4 va ser la primera sonda interplanetària a fer un sobrevol de Mart, el 15 de juliol de 1965; les seves observacions van destruir l'expectativa d'un planeta amb característiques similars a la Terra, enviant les primeres imatges d'un món desolat ple de cràters d'impacte, molt similars en aparença a les que existeixen a la Lluna. La primera nau espacial en òrbita de Mart, la Mariner 9 (1971), va suavitzar aquest punt de vista, mostrant que a Mart hi ha variades formacions geològiques: gorges, volcans, casquets polars, camps de dunes, etc. Aquesta primera onada de vehicles d'exploració, incloent els soviètics Mars 3 (1972) i Mars 6 (1974), va acabar amb els dos orbitadors i dos aterrisadors del programa Viking (1975). Aquests últims portaven un mini laboratori de química capaç de detectar l'existència de formes de vida. Els resultats ambigus de les anàlisis han estat generalment interpretats com una resposta negativa. Els propers vint anys, han marcat una ruptura en l'enviament de missions a Mart, intercalats amb tres fallades dels estatunidencs i soviètics. No obstant això, alguns descobriments a la Terra han qüestionat la idea, ara acceptada, d'un planeta Mart estèril: formes de vida han estat descobertes en llocs particularment hostils, en el fons de l'oceà o en regions desèrtiques. L'orbitador Mars Global Surveyor (1996) marca el retorn de la NASA a Mart. Hi ha descobert zones riques en hematita gris - un òxid de ferro que es forma en presència d'aigua -, va detectar un camp magnètic residual que suggereix que en el passat Mart va ser protegit de l'exposició a la radiació esterilitzant provinent de l'espai per una barrera magnètica, i finalment hi ha descobert diverses manifestacions d'un entorn dinàmic com la presència de barrancs, absents en les fotos preses per les missions anteriors, i que podrien haver estat formades per l'acció de l'aigua. Els instruments de la nau espacial europea Mars Express (2003) han confirmat la presència de grans quantitats d'aigua emmagatzemades en forma de gel en els casquets polars, van detectar la presència de traces de metà recentment format en l'atmosfera del planeta, l'origen del qual pot ser tant biològica com volcànica, i van descobrir sediments argilosos que només podien sorgir en la presència d'aigües superficials de baixa acidesa, per tant en un ambient propici a la vida. En la Mars Reconnaissance Orbiter (2006), equipada amb càmeres especialment potents, s'han perfeccionat tots aquests resultats mitjançant la realització d'un inventari sistemàtic dels terrenys que indiquen la presència d'aigua: dipòsits d'argiles, carbonats i sulfats. El mòdul també detecta la presència d'aigua en latituds relativament baixes, confirmant que l'atmosfera marciana preserva vestigis d'un canvi recent d'inclinació de l'eix del planeta.

### El paper de les sondes i astromòbils

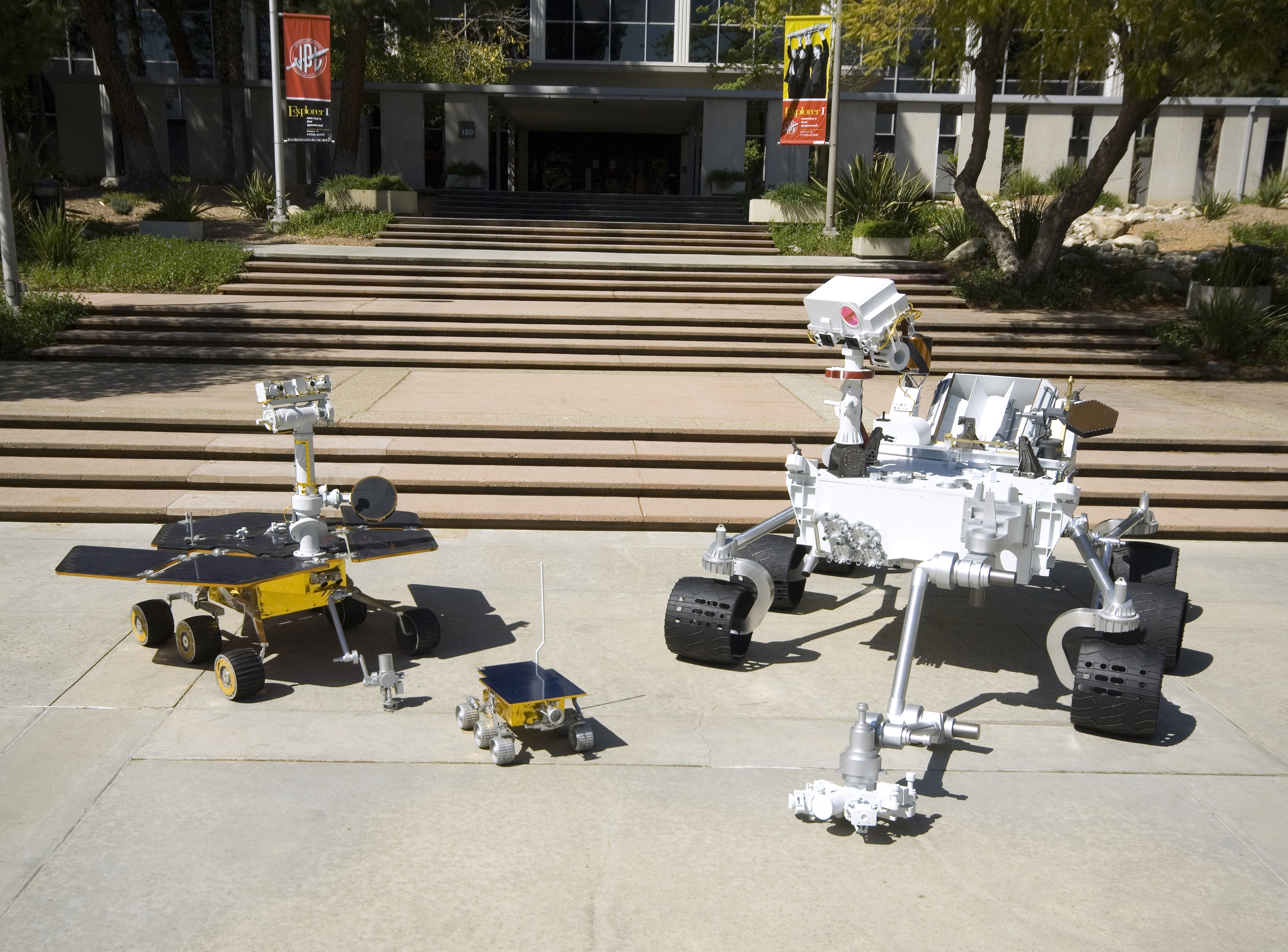
Un model del rover MSL posat al costat dels seus predecessors Spirit i Sojourner.

Els aterrisadors (fixos) i astromòbils, capaços de viatjar per terra, han exercit fins ara un paper bastant modest en l'exploració de Mart: són essencialment responsables de validar en camp les inferències fetes per les observacions dels orbitadors. El MSL és l'últim d'una sèrie de vehicles estatunidencs: és una continuació dels dos aterrisadors estàtics Viking que intentaven identificar senyals de vida (1975), de la sonda Pathfinder (1996), que va desplegar per primera vegada un petit robot (10,6 kg) anomenat Sojourner, dels rovers MER (2003) de 174 kg, que van ser els primers a fer un veritable treball de geòleg de camp amb una varietat d'instruments, limitats però, per les restriccions de pes i, finalment, l'aterrisador estàtic Phoenix (2008), encarregat d'estudiar la regió del pol nord de Mart.
Posar una nau espacial en el sòl marcià és un exercici difícil, com ho demostra el fracàs de tres missions de la Unió Soviètica i, més recentment, la Mars Polar Lander (1998) i el Beagle 2 (2003). Mart té una gravetat molt significativa en comparació amb la Lluna (una mica més d'un terç de la gravetat de la Terra i més del doble de la Lluna); també, per arribar al planeta, les sondes han de desenvolupar una alta velocitat (al voltant de 5-6 km/s). L'acció de frenada pels motors de coets que s'ha practicat a la Lluna (mòdul lunar del programa Apollo o la sonda Lunokhod) està exclosa, ja que la massa a ser llançada estaria més enllà de la capacitat dels coets existents i el cost seria prohibitiu. Per tant, cal explorar les forces de frenada generades per la fricció de la nau amb l'atmosfera marciana. Tanmateix, és prima i de baixa densitat: fins i tot amb les tècniques desenvolupades durant el disseny de la sonda MSL no és possible col·locar un dispositiu de més d'una tona al sòl marcià, és a dir, el pes de l'astromòbil Curiosity del Mars Science Laboratory.

### Gènesi del projecte Mars Science Laboratory
Un objectiu important dels planetòlegs experts és analitzar una mostra de sòl marcià en els laboratoris de la Terra. El 1988 es va proposar un projecte de retorn de mostres, però el seu cost, estimat al moment en set mil milions de dòlars, va ser considerat massa alt pels polítics. Durant la dècada del 1990 el projecte va ser reviscut per la NASA, en col·laboració amb el CNES: l'escenari s'ha desenvolupat basat en la «doctrina» de les missions de baix cost (better, faster, cheaper - en català millor, més ràpid i més barat), promulgada pel llavors administrador de la NASA Daniel Goldin. Però el fracàs de dues missions a Mart el 1999, Mars Polar Lander i Mars Climate Orbiter, fruits d'aquesta política, i un enfocament més realista dels costos, han posat fi al projecte de retorn de mostres a principis dels anys 2000. La comunitat científica perseguia un altre gran objectiu, consistint en la creació d'una xarxa d'estacions automàtiques fixes, disposades sobre la superfície de Mart, a càrrec de recollir dades meteorològiques, sismològics i geològics. Durant la dècada del 1990 diversos projectes («MarsNet», «InterMarsNet») van ser desenvolupats a través de la cooperació internacional per crear aquesta xarxa d'estacions, però tots van fracassar per raons financeres.
En la dècada del 2000, els projectes marcians més importants van ser retirats de l'agenda de la NASA i de la cooperació internacional, per falta de suport financer. L'agència espacial dels Estats Units va desenvolupar els seus rovers MER de capacitat limitada, mentre que l'Agència Espacial Europea va construir el seu primer orbitador, Mars Express. Per muntar una estratègia a mitjà termini, la NASA va sol·licitar a un grup de treball en representació de la comunitat científica internacional, el Mars Science Program Synthesis Group, per definir el camí de l'exploració de Mart en la dècada 2010-2020. El «llibre blanc» resultant del treball d'aquesta comissió va aparèixer el 2003. La recerca d'aigua que havia servit com a guia per a les missions de la dècada del 1990 va ser reemplaçada per la recerca de compostos que permeten l'aparició de la vida. En quatre àrees d'exploració van ser identificades prioritats que s'han de desenvolupar segons el descobriment de proves per les missions existents - especialment el MRO, llançat el 2005 - o en el futur:
1. En cas de comprovar que Mart va tenir un període de clima càlid i humit, analitzar les capes de sediments i buscar senyals de vida a Mart en el passat;
2. Si es van identificar evidències d'activitat hidrotermal antiga o present, han d'explorar els llocs per buscar senyals de vida passada o present;
3. Si hi ha evidència de la presència de vida a Mart i si hi ha suport polític, llançar una missió per recollir mostres basades en un rover per al mostreig de sòls;
4. Si resulta que Mart no ha experimentat un període càlid i humit, estudiar la història dels volàtils a Mart, determinar les condicions inicials existents i l'evolució experimentada pel planeta, per tal d'aconseguir una comprensió global de l'evolució de Mart, Venus i Terra.

La decisió de desenvolupar el pesat i versàtil rover Mars Science Laboratory, va ser presa el 2003 i és el resultat directe d'aquest treball. La seva instrumentació permet estudiar la química del carboni a Mart, proporcionar dades inequívocs sobre la geologia i analitzar els dipòsits hidrotermals de Mart, és a dir, ser un instrument adequat per als tres eixos de recerca programades. La precisió del seu aterratge (marge d'error de menys de 20 km) i la seva autonomia garantida (almenys de 20 km) permetran, per primera vegada en una missió que implica un aterratge a Mart, explorar els llocs de destinació més interessants del planeta, que en general es caracteritzen per la presència de terreny accidentat i/o una superfície reduïda. Donat el seu cost, el Mars Science Laboratory està vinculat al «programa Flagship» que inclou les missions interplanetàries més ambicioses de la NASA, on els pressupostos poden arribar a diversos milers de milions de dòlars i que s'alliberen cada deu anys.

## Objectius de la missió MSL
El Mars Science Laboratory té quatre objectius principals:
- determinar si van existir condicions propícies per a la vida a Mart;
- caracteritzar el clima de Mart;
- detallar la geologia de Mart;
- preparar l'exploració humana de Mart.

Amb això al cap, especialment en termes d'habitabilitat del planeta, el Mars Science Laboratory funcionarà d'acord amb vuit punts fonamentals:
1. Identificar els compostos orgànics presents en la superfície de Mart i determinar la seva distribució i la seva concentració;
2. Quantificar els elements químics de la bioquímica fonamental: carboni, oxigen, hidrogen, nitrogen, fòsfor i sofre;
3. Identificar traces dels processos biològics;
4. Caracteritzar la composició de la superfície de Mart i les capes superiors del sòl d'un punt de vista mineralògic, isotòpic i químic;
5. Comprendre els processos de formació i alteració dels sòls i roques a Mart;
6. Determinar el patró de l'evolució de l'atmosfera marciana durant els últims quatre mil milions d'anys;
7. Establir el cicle de l'aigua i el cicle del diòxid de carboni a Mart i la distribució actual d'aquestes dues molècules al planeta;
8. Mesurar l'espectre de la radiació a la superfície marciana, dels raigs còsmics, ràfegues de protons energètics emesos per les erupcions solars o per ones de xoc de les ejeccions de massa coronal, o fins i tot els neutrons secundaris de les reaccions de fusió nuclear a l'atmosfera com a resultat de la radiació incident.

## Característiques tècniques de la nau espacial MSL

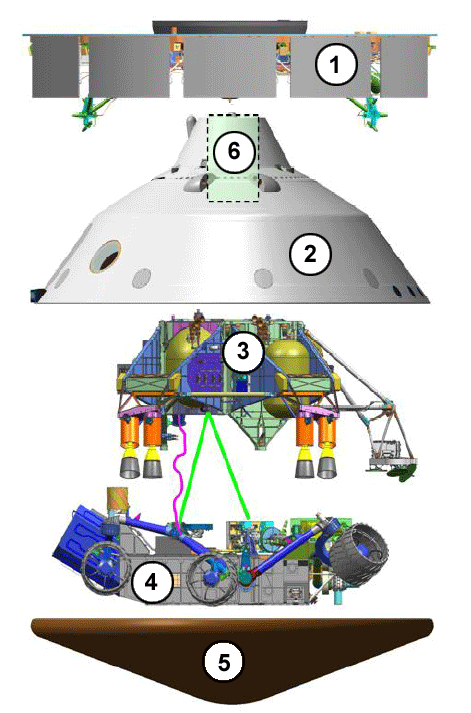
Figura 1 : Vista esquemàtica de la sonda espacial 1 - Etapa de creuer 2 - Escut tèrmic posterior 3 - Etapa de descens 4 - Astromòbil 5 - Escut tèrmic davanter 6 - Contenidor de paracaigudes

La sonda espacial Mars Science Laboratory, com els equips de la seva classe que li van precedir, consisteix en quatre elements principals (vegeu la Figura 1):
- L'etapa de creuer que permet el trànsit entre la Terra i Mart,
- El vehicle de reentrada que protegeix la sonda durant la reentrada i proporciona una primera fase de frenada,
- L'etapa de descens que du a terme la fase de descens final i després diposita suaument el vehicle en el sòl marcià,
- El propi rover Curiosity, responsable de dur a terme la missió en terreny marcià.

| Component principal                     | Subcomponent          | Massa                   | Comentari                   |
| --------------------------------------- | --------------------- | ----------------------- | --------------------------- |
| Etapa de creuer                         |                       | 539 kg                  | del qual 70 kg de carburant |
| Vehicle de reentrada i mòdul de descens | Escut tèrmic davanter | 382 kg                  |                             |
| Vehicle de reentrada i mòdul de descens | Escut posterior       | 349 kg                  |                             |
| Vehicle de reentrada i mòdul de descens | Etapa de descens      | 829 kg                  |                             |
| Vehicle de reentrada i mòdul de descens | Carburant             | 390 kg                  |                             |
| Vehicle de reentrada i mòdul de descens | Total                 | 2400 kg                 | [ Nota 4 ]                  |
| Rover Curiosity                         |                       | 899 kg                  |                             |
| Massa total                             |                       | aproximadament 3.893 kg |                             |

### L'astronau MSL

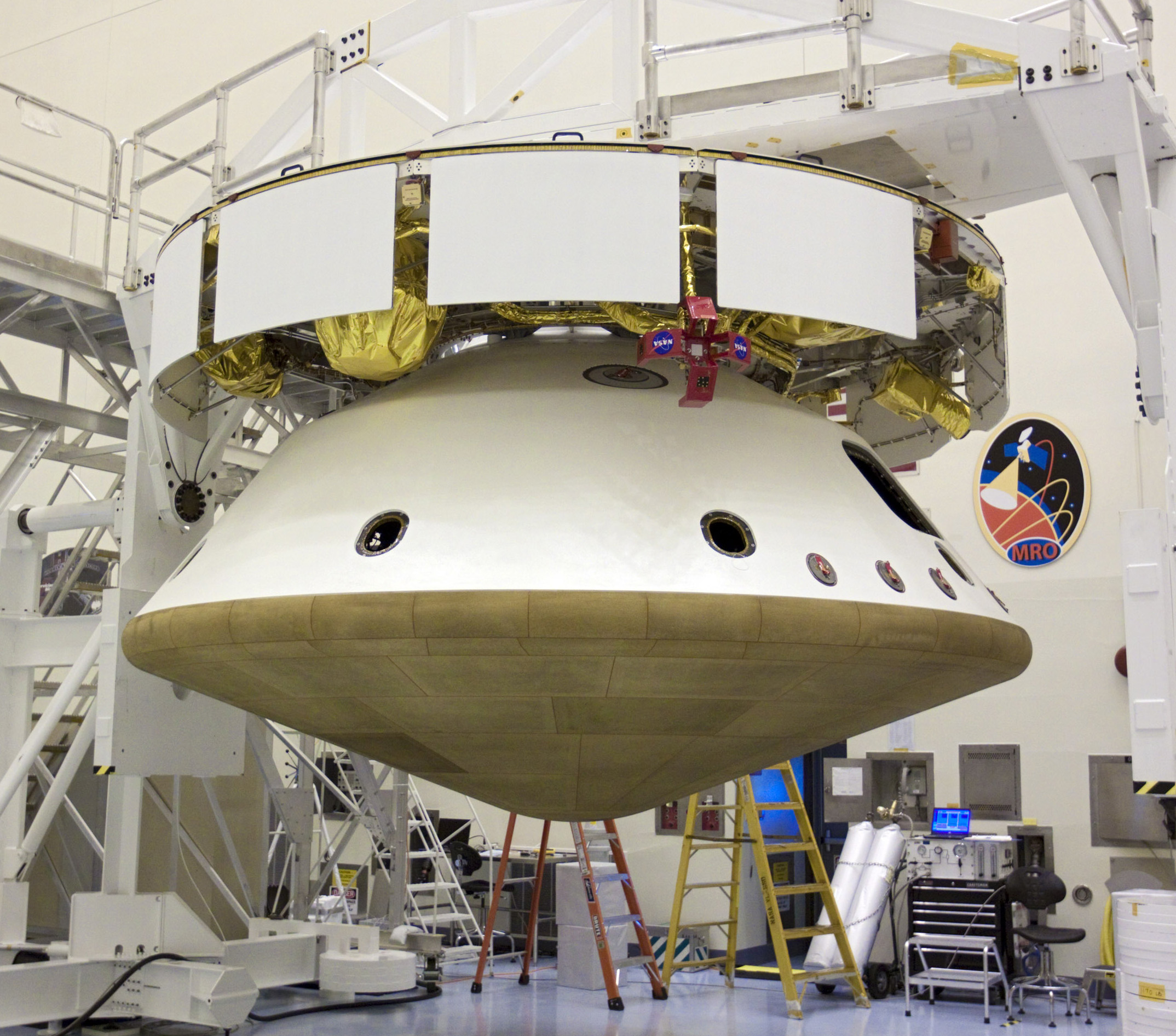
Etapa de creuer de l'MSL en fase de muntatge a la Terra.

El sistema de vol de la nau espacial MSL tenia una massa de 3.893 kg en el llançament, consistent en una etapa de creuer Terra-Mart impulsada (539 kg), sistema d'entrada, descens i aterratge (EDL) (2.401 kg + 390 kg de combustible), i un astromòbil de 899 kg amb un paquet d'instruments científics integrat.
L'etapa de creuer va portar la nau espacial a través de l'espai sideral fins a Mart. Durant el creuer, la nau estava estabilitzada girant al voltant del seu eix central dos cops per minut; vuit propulsors disposats en dos grups van ser utilitzats com actuadors per controlar la velocitat de gir i realitzar maniobres de correcció de trajectòria axial o lateral. En el camí, l'etapa de creuer va fer tres correccions de trajectòria per ajustar la ruta de la nau cap al seu lloc de destinació final. La informació es va enviar als controladors de la missió a través de dues antenes de banda X. Una tasca clau de l'etapa de creuer va ser controlar la temperatura de tots els sistemes de la nau i dissipar la calor generada per les fonts d'energia, com cèl·lules solars i motors, en l'espai. En alguns sistemes, mantes aïllants mantingueren els instruments científics més sensibles damunt de la temperatura de zero gairebé absolut de l'espai. Termòstats han monitorat les temperatures i han activat o desactivat la calefacció i refrigeració segons la necessitat.
L'etapa de creuer tenia el seu propi sistema de propulsió en miniatura, que consistia en vuit propulsors utilitzant combustible d'hidrazina en dos tancs de titani. També tenia el seu propi sistema d'energia elèctrica, consistent d'una placa solar i bateria per proporcionar alimentació contínua. En arribar a Mart, la nau va deixar de girar i un tallador de cable va separar l'etapa de creuer de l'escut tèrmic que va protegir la sonda romanent de la calor per fricció durant la seva entrada i descens a través de l'atmosfera marciana.

### L'astromòbil «Curiosity»

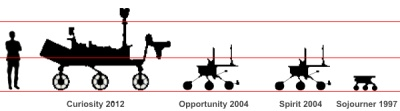
Comparació de la mida dels quatre astromòbils enviats a Mart fins a l'any 2012.

L'astromòbil Curiosity té una massa de 899 kg, pot viatjar fins a 144 m per hora sobre les seves sis rodes en sistema de suspensió «rocker-bogie», és alimentat per un generador termoelèctric de radioisòtops (RTG), i es comunica tant en banda X com a UHF.
- Ordinadors: els dos ordinadors idèntics de bord del rover, anomenats «Rover Compute Element» (RCE), contenen memòria resistent a la radiació per suportar la radiació extrema de l'espai, així com per protegir-se davant als cicles d'apagada. La memòria de cada ordinador inclou 256 KB de memòria EEPROM, 256 MB de memòria RAM i 2 GB de memòria flaix. Això es compara als 3 MB de memòria EEPROM, 128 MB de memòria RAM i 256 MB de memòria flaix utilitzats en els Mars Exploration Rovers.[20]

Els ordinadors RCE utilitzen la CPU RAD750 (successora de la CPU RAD6000 utilitzada en els Mars Exploration Rovers) que opera a 200MHz. La CPU RAD750 és capaç de fins a 400 MIPS, mentre que la CPU RAD6000 és capaç de fins a 35 MIPS. Dels dos ordinadors de bord, un està configurat com una còpia de seguretat, i es farà càrrec en cas de problemes amb l'ordinador principal.
L'astromòbil té una unitat de mesura inercial (IMU), que proporciona informació de 3 eixos sobre la seva posició, que s'utilitza per a la navegació del rover. Els ordinadors del rover estan constantment en automonitoratge per mantenir el vehicle operacional, desenvolupant tasques com la regulació de la temperatura del rover. Activitats com la presa de fotografies, la conducció i l'operació dels instruments es realitzen en una seqüència d'ordres que s'envien al rover des del control de la missió.
Com els Mars Exploration Rovers i Mars Pathfinder, Curiosity està executant VxWorks de Wind River Systems. Durant el viatge a Mart, VxWorks va executar les aplicacions dedicades a la fase de navegació i orientació de la missió, i també tenia una seqüència de programari preprogramat per manejar la complexitat de l'entrada-descens-aterratge. Un cop aterrat, les aplicacions van ser canviades per programari per circular per la superfície i realitzar activitats científiques.

## Equipament científic

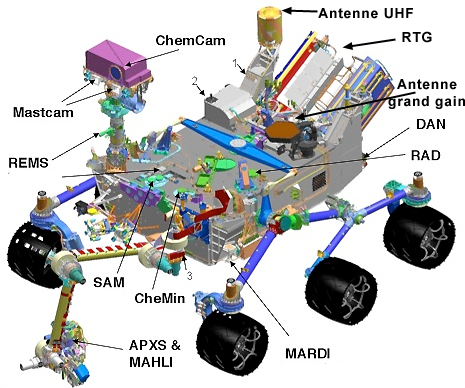
Figura 2: principals equipaments i instruments de l'astromòbil.

S'han embarcat en el Curiosity 10 instruments científics que haurien de permetre detectar qualsevol rastre d'aigua, analitzar les roques amb precisió, estudiar els minerals en la superfície de Mart, mesurar la quiralitat de les molècules detectades i fer fotografies en alta resolució. Alguns d'aquests instruments s'han desenvolupat amb la participació de laboratoris estrangers. Aquests dispositius es divideixen en quatre categories:
- dos instruments per realitzar anàlisis a distància situats al pal del rover: la càmera MASTCAM i el Laser CHEMCAM, que determina la composició de les roques usant un làser, proporcionant una primera anàlisi química i geològica de l'ambient,
- dos instruments que operen en contacte amb l'objecte a analitzar, dels quals els sensors estan situats a l'extrem del braç robòtic: l'espectròmetre de raigs X APXS i la càmera microscòpica MAHLI obtenen la composició química i les imatges detallades per ajudar en la selecció de mostres que s'hauran d'analitzar,
- dos laboratoris d'anàlisi allotjats en el cos del rover i subministrats de mostres de sòl o roca marcians pel trepant i la miniexcavadora situades a l'extrem del braç del rover: Chemin, que realitza l'anàlisi mineralògica i SAM que realitza l'anàlisi dels compostos orgànics volàtils,
- quatre instruments que caracteritzen l'ambient marcià: l'estació meteorològica REMS, el detector de partícules energètiques RAD que mesura la radiació que arriba a terra, el detector de neutrons DAN responsable d'identificar la presència d'aigua al subsòl proper i la càmera de l'etapa de descens MARDI que realitza fotografies de la zona circumdant abans d'aterratge.

### Instruments
| Principals instruments                                |
| ----------------------------------------------------- |
| Alpha Particle X-ray Spectrometer (APXS)              |
| ChemCam                                               |
| ChemMin                                               |
| Dynamic Albedo of Neutrons (DAN)                      |
| Hazcam                                                |
| MastCam                                               |
| Mars Descent Imager (MARDI)                           |
| Mars Hand Lens Imager (MAHLI)                         |
| MSL Entry Descent and Landing Instrumentation (MEDLI) |
| NavCam                                                |
| Radiation Assessment Detector (RAD)                   |
| Rover Environmental Monitoring Station (REMS):        |
| Sample Analysis at Mars (SAM)                         |

L'estratègia general d'anàlisi comença amb càmeres d'alta resolució per buscar les característiques d'interès. Si una superfície en particular és d'interès, el Curiosity pot vaporitzar una petita part d'ella amb un làser infraroig i examinar les signatures espectrals resultants per consultar la composició elemental de la roca. Si aquesta signatura és intrigant, el vehicle usarà el seu llarg braç robòtic per examinar-ne més de prop amb un microscopi i un espectròmetre de raigs X. Si la mostra mereix anàlisis addicionals, el Curiosity pot perforar la roca i proporcionar una mostra en pols per al laboratori d'anàlisi (SAM) a l'interior del vehicle. L'analitzador SAM altament sensible té un límit de 74 recipients per a mostres.
- Instrumental MSL de reentrada, descens i aterratge (MEDLI): el principal objectiu de projecte del MEDLI és mesurar ambients aerotèrmics, resposta subsuperficial del material de l'escut tèrmic, orientació del vehicle i la densitat atmosfèrica durant la reentrada fins a la separació de l'escut tèrmic del vehicle de descens del Mars Science Laboratory.[35] El conjunt d'instruments MEDLI s'ha instal·lat a l'escut tèrmic del mòdul de descens de l'MSL. Les dades adquirides recolzaran futures missions a Mart, proporcionant dades de mesurament atmosfèrics per validar els models de l'atmosfera de Mart i clarificar els marges de disseny de mòduls d'aterratge en futures missions a Mart. La instrumentació MEDLI es compon de tres subsistemes principals: MEDLI Integrated Sensor Plugs (MISP), Mars Entry Atmospheric Data System (Meads) i Sensor Support Electronics (SSE).[35]

- Càmeres: el Curiosity té un total de disset càmeres.[37] Les càmeres MastCam, MAHLI i MARDI van ser desenvolupades per Malin Space Science Systems i totes comparteixen components comuns de disseny, com caixes electròniques incorporades de processament d'imatges, CCDs de 1600×1200 píxels (2,0 megapíxels) i un filtre mosaic de Bayer (RGB).[35]
  - MastCam: aquest sistema ofereix imatges multi-espectrals i en color real amb dues càmeres.[35][38]
  - Mars Hand Lens Imager (MAHLI): aquest sistema consisteix en una càmera muntada en el braç robòtic del rover, que s'utilitza per adquirir imatges microscòpiques de roca i sòl.[35][38]
  - MSL Mars Descent Imager (MARDI): durant el descens a la superfície marciana, MARDI va adquirir imatges en color en 1600×1200 amb un temps d'exposició d'1,3 mil·lisegons a partir d'aproximadament 3,7 km fins a la distància de prop de 5 metres del sòl.[35][38]
- ChemCam: ChemCam és un conjunt d'instruments de teledetecció, incloent el primer sistema espectroscòpic de descomposició induïda per làser (LIBS) que s'utilitzarà per a ciència planetària i un generador remot de micro-imatges (RMI).[35][38][36]
- Espectròmetre de partícules alfa i de raigs X (APXS): aquest dispositiu pot irradiar mostres amb partícules alfa i mapar l'espectre dels raigs X que són reemesos per determinar la composició elemental de les mostres.[35][38][36]
- CheMin: és l'instrument químic i mineralògic (CheMin) de difracció i fluorescència de raigs X.[35][38][36]
- Sample Analysis at Mars (SAM): el conjunt d'instruments SAM analitzarà compostos orgànics i gasos de mostres atmosfèriques i sòlides.[35][38][36]
- Detector d'avaluació de radiació (RAD): aquest instrument va ser el primer dels deu instruments de MSL a ser activat. Tant en ruta i com en la superfície del planeta, va caracteritzar l'ampli espectre de la radiació trobat en l'ambient marcià.[35][38][36] Activat després del llançament, va registrar diversos pics de radiació causats pel Sol.
- Dynamic Albedo of Neutrons (DAN): una font de polsos de neutrons i un detector per mesurar l'hidrogen o gel i aigua en, o prop de la superfície marciana.[35][38][36]
- Rover Environmental Monitoring Station (REMS): estació mediambiental i sensor ultraviolat proporcionats pel Centre d'Astrobiologia del Ministeri d'Educació d'Espanya en col·laboració amb l'empresa CRISA (d'«Astrium Espanya»), la Universitat Politècnica de Catalunya (UPC) i la Universitat d'Alcalá de Henares (Madrid).[35][36][39]
- Rover Environmental Monitoring Station (Hazcams): l'astromòbil té dos parells de càmeres de navegació en blanc i negre (Hazcams) ubicades en les seves quatre cantonades.[40]
- Càmeres de navegació (Navcams): el vehicle utilitza un parell de càmeres de navegació en blanc i negre muntades al pal per donar suport a la navegació en terra.[41]

## Cobertura televisiva

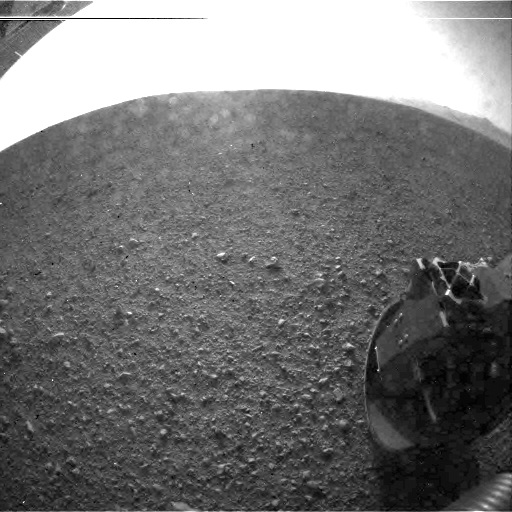
Primera imatge enviada pel Curiosity de la superfície marciana, després que s'han retirat les proteccions contra la pols de les càmeres.

Vídeo en directe mostrant les primeres imatges de la superfície de Mart (incloent una imatge d'una de les rodes del Curiosity i altre de la seva pròpia ombra), estava disponible a la NASA TV durant les primeres hores del 6 d'agost de 2012. Les reaccions d'alegria dels membres de l'equip de la NASA i del Jet Propulsion Laboratory (JPL), així com una entrevista amb el director de l'«Oficina de Política Científica i Tecnològica» de la Casa Blanca, John Holdren, també van ser mostrades. El lloc web de la NASA va deixar d'estar disponible per alguns instants a causa de la immensa quantitat de persones que van accedir-hi.

## Progrés del projecte i de la missió
| Data                        | Dia de la missió | Activitat |
| --------------------------- | ---------------- | --- |
| 6 d'agost de 2012 05:24 UTC | Sol 0            | Començament de la reentrada atmosfèrica. La velocitat de l'MSL és de 5,9 km/s (~Mach 17). |
| 6 d'agost de 2012 5h31 UTC  | Sol 0            | Aterratge al cràter Gale després d'un descens de 7 minuts. Per al rover són 15 hores (hora solar local) |
| 6 d'agost                   | Sol 0            | Transmissió d'informació sobre l'estat del vehicle. Primeres fotos miniatura preses per les càmeres Hazcam. |
| 7 d'agost                   | Sol 1            | Desplegament de l'antena d'alta potència, recollida de dades científiques sobre la meteorologia (instrument REMS) i el nivell de radiació (RAD), preses d'imatges addicionals. Proves funcionals dels sistemes i instruments. Controli del comportament tèrmic · . |
| 8 d'agost                   | Sol 2            | Desplegament del pal, panoràmica de 360° amb la càmera NavCam. Foto del patró de calibratge amb la càmera MASTCAM. Segona temptativa de connexió directa amb la Terra.                                                                                             |
| 9 d'agost                   | Sol 3            | Preparació de l'actualització del microprogramari, diverses proves d'instruments científics tals com APXS, CHEMIN, DAN, i SAM, producció d'una imatge en color amb la MASTCAM                                                                                      |
| 10 d'agost                  | Sol 4            | Preparació de l'actualització del microprogramari (continuació), ús dels instruments RAD i DAN en mode passiu. |
| 11 al 14 d'agost            | Sol 5 a ~Sol 8   | Actualització del microprogramari. La versió 9 que s'ha dissenyat per a la fase de vol és reemplaçada per la versió 10. Va ser precarregada en el vol, però s'ha de provar abans de la seva execució.                                                              |
| ~15 d'agost                 | ~Sol 9           | Primer moviment de l'astromòbil |
| ~16 d'agost                 | ~Sol 10          | Primer ús del braç robòtic |
| 7 de juny de 2014           | Sol 669          | Fi de la missió després d'un any marcià (687 dies terrestres, 669 dies marcians) |

## Vídeos
- Llançament de l'MSL a Cap Canaveral.
- Set minuts de terror del Curiosity, fase de reentrada atmosfèrica, animació de la NASA.
- Descens del Curiosity a la superfície del cràter Gale en alta definició (6 d'agost de 2012).
- Escut tèrmic de l'MSL colpejant-se contra el sòl marcià i alçant un núvol de pols.